# Assedio di Silistra (1828)
L'assedio di Silistra (21 luglio - 8 novembre 1828) è stato un episodio della guerra russo-turca del 1828-1829.

## L'assedio
Il generale russo Roth, che pose sotto assedio Silistra il 21 luglio 1828, aveva al suo comando 10 000 uomini e 36 cannoni. In risposta al pesante fuoco dell'artiglieria russa, che continuò per tutto il mese di agosto, la guarnigione ottomana riuscì, con alcune sortite, a infliggere gravi perdite agli assedianti.
L'11 settembre 1828, per permettere l'ingresso in città delle truppe e delle munizioni di rinforzo provenienti da Šumen, gli ottomani organizzarono un attacco supportato dal fuoco dell'artiglieria pesante della fortezza. L'attacco ebbe successo: 5 000 soldati ottomani e nuove munizioni entrarono a Silistra.
La sortita del 27 settembre 1828 costò all'esercito russo più di 2 000 perdite, a fronte delle 500 subite dalla guarnigione ottomana. 
L'esercito russo fu rinforzato con il 2º corpo di fanteria e con 62 cannoni d'assedio provenienti dalla Russia. Il numero totale delle truppe assedianti raggiunse quindi i 25 000 soldati, che divennero 30 000 verso la fine dell'assedio. I russi intendevano portare a Silistra anche il 3º corpo d'armata (una delle armate che assediavano Šumen) per poter intensificare gli attacchi e catturare la fortezza il prima possibile. La stagione autunnale, che rendeva le strade sempre più impraticabili, impedì ai russi l'attuazione di questo piano.
Il 2 novembre 1828 i russi sferrarono un attacco generale che durò due giorni e che costò loro ulteriori pesanti perdite. L'offerta di resa inviata alla città dai russi, che ritenevano di aver scosso la guarnigione ottomana con l'attacco generale, fu rifiutata.
L'8 novembre 1828, con l'approssimarsi dell'inverno, l'esercito russo tolse l'assedio e iniziò a ritirarsi a nord del Danubio verso la Valacchia.
L'assedio, durato 111 giorni, costà alla guarnigione ottomana circa 3 000 perdite e all'esercito russo più di 7 000.